# Wu Dajing
Wu Dajing (chinesisch 武大靖, Pinyin Wǔ Dàjìng; * 24. Juli 1994 in Jiamusi, Heilongjiang) ist ein chinesischer Shorttracker.

## Werdegang
Wu trat international erstmals im Januar 2010 bei den Juniorenweltmeisterschaften in Taipei in Erscheinung. Dort gewann er Bronze über 500 m. Im folgenden Jahr holte er bei den Juniorenweltmeisterschaften in Courmayeur die Bronzemedaille im Mehrkampf und die Silbermedaille über 500 m. Seine ersten Weltcuprennen lief er in der Saison 2011/12 in Nagoya. Dabei belegte er den 24. Platz über 1000 m und den 11. Rang über 500 m. Mit der Staffel holte er seinen ersten Weltcupsieg. Beim folgenden Weltcup in Shanghai gewann er erneut mit der Staffel. Zu Beginn der folgenden Saison errang er dritte Plätze mit der Staffel in Nagoya und über 500 m in Shanghai. Beim Weltcup in Sotschi wurde er Zweiter und tags darauf Erster über 500 m und holte damit seinen ersten Einzelsieg im Weltcup. Mit der Staffel errang er dort den dritten Platz. Zum Saisonende belegte er beim Weltcup in Dresden über 500 m erneut den zweiten Platz und erreichte damit den zweiten Platz im Gesamtweltcup über 500 m. Seine besten Resultate bei den Weltmeisterschaften 2013 in Debrecen waren der siebte Platz über 500 m und der fünfte Rang mit der Staffel. In der Saison 2013/14 gewann er beim Weltcup in Seoul über 1000 m. Über 500 m wurde er dort Zweiter und errang beim Weltcup in Kolomna über 500 m den dritten Platz. Bei den Olympischen Winterspielen 2014 in Sotschi holte er die Bronzemedaille mit der Staffel und die Silbermedaille über 500 m. Zudem belegte er den vierten Platz über 1000 m. Im März 2014 gewann er bei den Weltmeisterschaften in Montreal die Goldmedaille über 500 m. Die Saison beendete er im Gesamtweltcup über 500 m und im Gesamtweltcup über 1000 m jeweils auf dem vierten Platz.
Nach Platz zwei mit der Staffel und Rang drei beim Weltcup in Salt Lake City über 500 m zu Beginn der folgenden Saison, gewann Wu in Montreal über 500 m und in Seoul über 1000 m. Ebenfalls in Seoul und in Dresden wurde er Dritter mit der Staffel. Bei der letzten Weltcupstation in Erzurum gewann er mit der Staffel und belegte über 500 m den zweiten Platz. Die Weltcupsaison beendete er auf dem sechsten Platz im Gesamtweltcup über 1000 m und auf dem zweiten Rang im Gesamtweltcup über 500 m. Bei den Weltmeisterschaften 2015 in Moskau gewann er im Mehrkampf und über 3000 m jeweils die Bronzemedaille und über 500 m und mit der Staffel jeweils die Goldmedaille. In der Saison 2015/16 holte er zwei Weltcupsiege über 500 m und erreichte damit den vierten Platz im Gesamtweltcup über 500 m. Mit der Staffel siegte er in Montreal und errang in Toronto den dritten Platz. Beim Saisonhöhepunkt den Weltmeisterschaften 2016 in Seoul gewann er die Bronzemedaille über 1000 m, die Silbermedaille über 500 m und die Goldmedaille mit der Staffel. Nach Platz zwei über 500 m in Calgary zu Beginn der Saison 2016/17, siegte er dreimal über 500 m und zweimal mit der Staffel und gewann damit den Weltcup über 500 m. Im Februar 2017 holte er bei den Winter-Asienspielen in Sapporo über 1500 m die Silbermedaille und über 500 m und mit der Staffel jeweils die Goldmedaille. Bei den folgenden Weltmeisterschaften in Rotterdam gewann er über 500 m und mit der Staffel jeweils die Silbermedaille. Zu Beginn der Saison 2017/18 wurde er in Budapest Zweiter und in Dordrecht Dritter mit der Staffel. Es folgten Siege in Shanghai je über 500 m und 1000 m und in Seoul über 500 m. Er gewann damit wie im Vorjahr den Weltcup über 500 m und belegte zudem den dritten Rang im Weltcup über 1000 m. Bei den Olympischen Winterspielen 2018 in Pyeongchang gewann er über 500 m die Goldmedaille in neuer Weltrekordzeit. Mit der Staffel holte er über 5000 m hinter Ungarn die Silbermedaille.
In der Saison 2018/19 errang Wu mit drei Siegen den zweiten Platz im Weltcup über 500 m. Zudem siegte er mit der Mixed-Staffel in Calgary und belegte in Salt Lake City den zweiten Platz mit der Staffel. Bei den Weltmeisterschaften 2019 in Sofia gewann er mit der Staffel und über 500 m jeweils die Silbermedaille. Nach Platz eins über 500 m und Rang zwei mit der Mixed-Staffel in Salt Lake City zu Beginn der Saison 2019/20, siegte er in Nagoya mit der Staffel und belegte in Shanghai den zweiten Platz über 500 m. Zum Saisonende wurde er in Dordrecht Dritter mit der Staffel und Erster mit der Mixed-Staffel und errang damit den zweiten Platz im Weltcup über 500 m.

## Weltcupsiege
| Nr. | Datum             | Ort            | Disziplin |
| --- | ----------------- | -------------- | --------- |
| 1.  | 3. Februar 2013   | Sotschi        | 500 m     |
| 2.  | 6. Oktober 2013   | Seoul          | 1000 m    |
| 3.  | 15. November 2014 | Montreal       | 500 m     |
| 4.  | 20. Dezember 2014 | Seoul          | 1000 m    |
| 5.  | 1. November 2015  | Montreal       | 500 m     |
| 6.  | 13. Dezember 2015 | Shanghai       | 500 m     |
| 7.  | 10. Dezember 2016 | Shanghai       | 500 m     |
| 8.  | 11. Dezember 2016 | Shanghai       | 500 m     |
| 9.  | 18. Dezember 2016 | Gangneung      | 500 m     |
| 10. | 11. November 2017 | Shanghai       | 500 m     |
| 11. | 12. November 2017 | Shanghai       | 1000 m    |
| 12. | 18. November 2017 | Seoul          | 500 m     |
| 13. | 3. November 2018  | Calgary        | 500 m     |
| 14. | 4. November 2018  | Calgary        | 500 m     |
| 15. | 11. November 2018 | Salt Lake City | 500 m     |
| 16. | 3. November 2019  | Salt Lake City | 500 m     |
| 17. | 27. November 2021 | Dordrecht      | 500 m     |

| Nr. | Datum             | Ort              |
| --- | ----------------- | ---------------- |
| 1.  | 4. Dezember 2011  | Nagoya 1         |
| 2.  | 11. Dezember 2011 | Shanghai 1       |
| 3.  | 15. Februar 2015  | Erzurum 2        |
| 4.  | 1. November 2015  | Montreal 2       |
| 5.  | 13. November 2016 | Salt Lake City 3 |
| 6.  | 11. Dezember 2016 | Shanghai 3       |
| 7.  | 4. November 2018  | Calgary 4        |
| 8.  | 1. Dezember 2019  | Nagoya 5         |
| 9.  | 15. Februar 2020  | Dordrecht 6      |
| 10. | 24. Oktober 2021  | Peking 7         |

## Persönliche Bestzeiten
- 500 m      39,505 s (aufgestellt am 11. November 2018 in Salt Lake City)
- 1000 m    1:23,380 min (aufgestellt am 12. November 2017 in Shanghai)
- 1500 m    2:12,926 min (aufgestellt am 4. März 2016 in Shanghai)
- 3000 m    4:51,835 min (aufgestellt am 13. März 2016 in Seoul)